# Ophthalmolampis coronata
Ophthalmolampis coronata är en insektsart som beskrevs av Marius Descamps 1983. Ophthalmolampis coronata ingår i släktet Ophthalmolampis och familjen Romaleidae. Inga underarter finns listade i Catalogue of Life.